# Trezvyj voditel
Trezvyj voditel (russisk: Трезвый водитель) er en russisk spillefilm fra 2019 af Revaz Gigineisjvili.

## Medvirkende
- Viktor Khorinjak som Artjom
- Andrej Burkovskij som Stanislav
- Irina Martynenko som Kristina
- Janina Studilina som Katja
- Kirill Simonenko